# ディミトリー・テルツァキス
ディミトリー・テルツァキス（Dimitri Terzakis、1938年3月12日 - ）は、ギリシャ出身のドイツ在住の現代音楽の作曲家。父親は作家のアンジェロス・テルザキス。

## 略歴
ヤンニス・パパイアノウとベルント・アロイス・ツィンマーマンに師事。後にドイツに渡り、ヘルベルト・アイメルトにも付いた。ビザンツ音楽を典拠とした音楽作品を発表し、注目される。ドイツのアイスラー、メンデルスゾーン、デュッセルドルフ音楽大学で忙しくレッスンプロの日々を送っており優秀な弟子も輩出したが、2004年からはフリーの作曲家である。近年は平均律のピアノ作品もある。Gravis出版とDohr出版から入手可能。

## 作風
微分音を使い始めた「エトスB」などを経て、「ラバッソ」、「無言歌」などの作品からは、ビザンツの伝統音楽の音程関係を分析し、再構成して自作に採りいれる作風に傾斜していった。ビザンツの音楽にみられる増2度を含んだテトラコルドを全音程に拡大して適用し、自身の作風を確立する。拍節感を脱したヘテロフォニー的な音の扱いを特徴とし、作品は弦楽器や管楽器が多用される。また、サックス三本と低音弦トリオといった特殊な楽器編成による癖のある音色を好む傾向がある。